# 小巴赫河 (雷達巴赫河支流)
52°2′0.16″N 8°19′10.92″E / 52.0333778°N 8.3197000°E

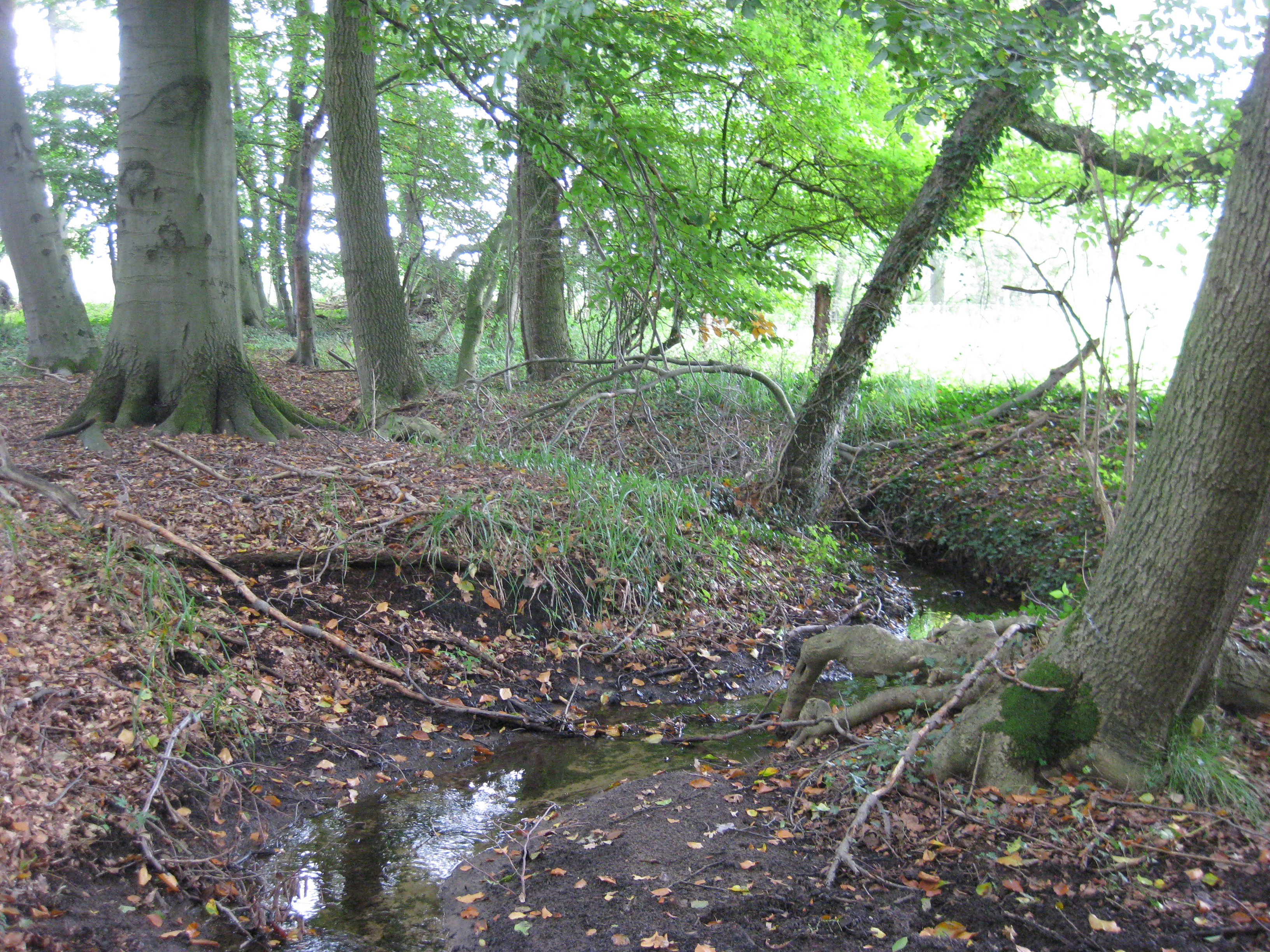

小巴赫河（德語：Kleinebach），是德國的河流，位於該國西部，處於北萊茵-威斯特法倫州，屬於雷達巴赫河的左支流，河道全長3.8公里，發源地海拔高度112米。